# David Dunn
David John Ian Dunn (ur. 27 grudnia 1979 w Great Harwood) – angielski piłkarz występujący na pozycji pomocnika w Blackburn Rovers.

## Kariera klubowa
David Dunn urodził się w Great Harwood. Swoją karierę piłkarską rozpoczął w roku 1997 w szkółce klubu z pobliskiego Blackburnu, Blackburn Rovers. Rok później został włączony do pierwszej drużyny. Zadebiutował w niej 26 września tego samego roku w zremisowanym 0:0 ligowym pojedynku z Evertonem. 11 listopada zaliczył swój pierwszy występ w Pucharze Ligi, zaś 2 stycznia 1999 roku w Pucharze Anglii. Swojego pierwszego gola dla swojej ekipy zdobył w wygranym 3:1 spotkaniu z Aston Villą, rozegranym 6 lutego. Swój debiutancki sezon zakończył z 15 ligowymi występami oraz jedną bramką zaś jego drużyna zajęła 19. lokatę w Premier League i spadła do Division One. Dopiero w sezonie 2000/01 Dunn stał się podstawowym piłkarzem swojej ekipy. Wystąpił wówczas w 42 meczach drugiej ligi angielskiej a jego drużyna, zajmując drugie miejsce w tabeli awansowała do Premiership. Anglik występował w Ewood Park jeszcze przez dwa sezony, po czym, 3 lipca 2003 roku przeszedł za kwotę 5,5 miliona funtów do Birmingham City. Łącznie w czasie gry w drużynie Blackburn wystąpił w 135 ligowych meczach oraz zdobył 30 bramek.
W drużynie z Birmingham Dunn swój pierwszy występ zaliczył 16 sierpnia, kiedy to zagrał w meczu z Tottenhamem Hotspur. W tym pojedynku zdobył także swoją pierwszą dla swojej nowej drużyny i jedyną bramkę w tym meczu. Swój pierwszy sezon w ekipie z St Andrew's Stadium zakończył z 21 występami oraz dwoma bramkami. Dunn nie był podstawowym piłkarzem Birminghamu, w następnych rozgrywkach wystąpił już w tylko 11 meczach, rok później w 15. Po trzy i pół roku gry w tej drużynie Dunn przeszedł do klubu, którego jest wychowankiem, Blackburnu Rovers. Kwota transferu wynosiła 2,2 milionów funtów.
Pierwsze spotkanie, w którym wystąpił Dunn po powrocie był pojedynek z Sheffield United, wygrany przez jego drużynę 2:1. W tym sezonie wystąpił jeszcze w dziesięciu meczach. W kolejnym zagrał zaś w ponad 30 spotkaniach oraz zdobył jedną bramkę. Dotychczas w swojej drużynie Dunn zaliczył ponad 80 występów.

## Kariera reprezentacyjna
W latach 1999–2002 Dunn zaliczył 20 występów oraz strzelił trzy bramki w reprezentacji Anglii do lat. W dorosłej kadrze zadebiutował 7 września 2002 roku w zremisowanym 1:1 towarzyskim spotkaniu z Portugalią. Było to jego jedyne spotkanie w barwach narodowych.